# RENEL
Regia Autonomă de Electricitate (RENEL) este o fostă companie de stat, înființată în anul 1990, luând locul "Departamentulul Energiei Electrice și Termice" (DEET) - fost "Ministerul Energiei Electrice" (MEE) în perioada regimului comunist.
Societatea deținea toate activitățile în domeniul curentului electric în România: producție, transport, distribuție.
În anul 1998 RENEL este desființată prin împărțirea în:
- Compania Națională de Energie Electrică CONEL S.A.
- Societatea Națională Nuclearelectrica S.A.
- Regia Autonomă pentru Activități Nucleare.

CONEL avea în componență trei filiale:
- S.C. Termoelectrica S.A. - pentru producerea de energie electrică și termică în termocentrale
- S.C. Hidroelectrica S.A. - pentru producerea de energie electrică în hidrocentrale
- S.C. Electrica S.A. - pentru distribuția și furnizarea energiei electrice